# Lac Léré (département)
Pour les articles homonymes, voir Léré.
Le Lac Léré est l'un des 5 départements composant la province du Mayo-Kebbi Ouest au Tchad (Décrets N° 415/PR/MAT/02 et 419/PR/MAT/02). Son chef-lieu est Léré.

## Histoire
Le département du Lac Léré est instauré en 2002 par démembrement du Mayo-Dallah. En septembre 2012, il est à son tour démembré pour former le département du Mayo-Binder qui s'étend sur la partie nord de l'ancien territoire départemental.

## Subdivisions
Le département de Lac Léré est divisé en 3 sous-préfectures :
- Léré
- Guégou
- Tréné

## Administration
Liste des administrateurs :
Sous-préfets de Léré (1960-2002)
- 1er juin 1961 : Madi Inéné

Préfets du Lac Léré (depuis 2002)
- 2002 : xx
- 11 avril 2007 : Hamza Abderahim Abdel-Rassoul
- 3 novembre 2009 : Adoum Baba Djamoussa[3]